# Linsleya compressicornis
Linsleya compressicornis är en skalbaggsart som först beskrevs av Horn 1870.  Linsleya compressicornis ingår i släktet Linsleya och familjen oljebaggar.

## Underarter
Arten delas in i följande underarter:
- L. c. compressicornis
- L. c. neglecta